# 지토세촌 (가라후토청)
지토세촌(일본어: 千歳村 지토세무라[*])는 일본이 지배하던 시기의 사할린에 있던 마을이다. 법적으로는 1949년 6월 1일, 국가 행정 조직법 시행에 따라 폐지되었다. 1941년, 인구는 2,474명이였다.